# Londonska borza
Londonska borza (London Stock Exchange) je ena najstarejših borz v Evropi in eden najbolj znanih svetovnih trgov vrednostnih papirjev. Sama londonska borza je delniška družba in na njej se trguje z lastnimi delnicami.

## Zgodovina
Uradno je bila Londonska borza ustanovljena leta 1801, v resnici pa se je zgodovina trgovanja z vrednostnimi papirji v Angliji začela v 16. stoletju. Ker z lastnim kapitalom niso mogla financirati dragih potovanj na Kitajsko, so britanska podjetja po podobnem modelu v Antwerpnu zbirala zlato v zameno za prihodnji delež dobička podjetja.
Leta 1687 je petnajst podjetij trgovalo z lastnimi vrednostnimi papirji v Londonu. Leta 1695 je bilo že okoli 150 podjetij. Posledično se je z majhnim delom teh delnic aktivno trgovalo, številna podjetja so se izkazala za nesposobna. Angleški IPO balon iz 1690 se včasih primerja z balonom dot-com iz 1990.
Glavni indeks londonske borze je FTSE100, ki je bil uveden 3. januarja 1984. Združuje 100 najboljših podjetij z največjo kapitalizacijo, ki kotirajo na londonski borzi.
Leta 2020 je skupni prihodek londonske borze znašal 2.124 milijonov funtov (leta 2019 pa 2.056 milijonov funtov).
Londonska borza je do leta 2021 predstavljala približno 50 odstotkov mednarodnega trgovanja z delnicami. Leta 2021 je povprečni dnevni promet z delnicami na londonski borzi znašal 8.6 milijarde evrov.